# Selhurst Park
Selhurst Park er et fodboldstadion i London i England, der er hjemmebane for Premier League-klubben Crystal Palace F.C. Stadionet har plads til 25.486 tilskuere, og blev indviet 30. august 1924 i en kamp mod Sheffield Wednesday.